# E-transaktion
e-transaktion är ett samlande begrepp för insamling, bearbetning, distribution och presentation av digital information. Från att ha varit ett begrepp som i första hand beskriver elektroniska betalningar har begreppet fått en vidare betydelse, framförallt inom transportnäringen.
Under åtminstone ett decennium har många system vuxit fram för olika tjänster som i regel varit begränsade inom ett tillämpningsområde eller användare. Vad som mer och mer presenteras är lösningar som är gränsöverskridande för att ge ett större värde för olika användare. Detta värde kan innebära bättre möjlighet att planera sin transport, vare sig det gäller gods eller personförflyttning, genom kombination av relevant information från olika källor. Allt i syfte att öka effektivitet, kvalitetet och minimera miljöpåverkan.
En viktig del är även hur information presenteras på ett för användaren relevant sätt och anpassat till den situation och miljö som användaren befinner sig i.